# Identifikation (Psychologie)
Identifikation (von lat. idem: „derselbe“, facere: „machen“) bedeutet wörtlich übersetzt „gleichsetzen“. Der Begriff bezeichnet in der Psychologie einen Vorgang, bei dem man sich in die Rolle oder Situation einer anderen Person versetzt, oder einen innerseelischen Vorgang, der sogar identitätsstiftend ist, indem er ein Gefühl der Zugehörigkeit erzeugt.
Ein solcher Vorgang kann bewusst vonstattengehen wie bei einem Schauspieler, der sich mit der von ihm darzustellenden Rolle identifiziert. Daneben kann Identifikation einem Menschen vorbewusst widerfahren, was in der Regel der Fall ist, wenn sich zum Beispiel der Zuschauer eines Filmes oder Theaterstückes mit einem der Protagonisten identifiziert. Vorbewusst meint, dass es unwillkürlich, also ohne Absicht, geschieht, aber bewusstseinsfähig ist. Darüber hinaus kann Identifikation auch unbewusst geschehen, wie es bei der Herausbildung der Identität in der menschlichen Ontogenese nahezu der Regelfall ist.
Menschen sind in der Lage, sich nicht nur mit anderen Menschen zu identifizieren, sondern auch mit Gruppen, mit einer Organisation oder Institution, einer Religion, einer Weltanschauung und anderem mehr. Das muss nicht, kann aber zur Ideologiebildung beitragen.

## Identifikation und Kulturwissenschaft
In der kulturwissenschaftlichen Forschung ist es umstritten, ob der Begriff Identifikation angemessen ist. Schließlich beinhaltet der Prozess kein „sich selbst an Stelle der Figuren setzen“, sondern ein Mitempfinden mit den fiktiven Figuren. Viele Autoren benutzen daher den treffenderen Begriff Empathie.
Rezeptionstheoretiker gehen davon aus, dass ein Theaterstück, ein Text oder ein Film nur dann als spannend empfunden wird, wenn eine Identifikation des Zuschauers mit der fiktiven Figur möglich ist. Die Frage, unter welchen Voraussetzungen sich Rezipienten mit Figuren identifizieren können, wird unterschiedlich beantwortet und ist abhängig von persönlichem, gesellschaftlichem und kulturellem Hintergrund. So gingen manche Forscher davon aus, dass sich Zuschauer nur mit Figuren identifizieren können, die eine gesellschaftlich anerkannte Moral vertreten. Modernere Forschungen zeigen aber, dass es ausreicht, wenn die Rezipienten eine Beziehung zu der jeweiligen Figur entwickeln können. Dafür müssen sie über Ziele, Motive und/oder Gefühle der Figuren informiert sein.
Die Identifikation muss nicht zwingend bewusst verlaufen und wahrgenommen werden, sondern unterliegt oft unbewussten Vorgängen, die in der Psychoanalyse als Abwehrmechanismus eine wichtige Rolle spielen. Zugleich ist die Entwicklung der Persönlichkeit nicht ohne identifikatorische Prozesse möglich.

## Identifikation und Theaterpraxis
K.S. Stanislawski legte in seinen Theorien und Anleitungen zur Schauspielkunst am Anfang seiner Laufbahn großen Wert auf Identifikation des Schauspielers mit der Rolle, die dieser darstellen sollte. Der Schauspieler sollte nach Stanislawski seine Rolle nicht spielen, sondern selbst die Figur dieser Rolle sein. In der Regel wird diese Identifikation als Einfühlen in die Rolle bezeichnet und besonders noch in der Schauspiellehre im amerikanischen Raum nach Stanislawskis Schüler Lee Strasberg praktiziert. Jedoch wandelte sich späterhin Stanislawskis Ansatz hin zu einer Mischung aus innerlichem und äußerem Erleben des Schauspielers, zur psychophysischen Handlung, die eine lebensnahe Darstellung erwirken sollten.
Von besonderer Bedeutung ist diese Identifikation mit der Rolle bzw. Einfühlung in die Rolle im Psychodrama des Jacob Levy Moreno, das dieser in der ersten Hälfte des 20. Jahrhunderts entwickelte.
Der Prozess des Einfühlens beinhaltet körperliche Lockerung, das Imaginieren der Situation, in der sich die zu verkörpernde Figur befindet, und schließlich die tatsächliche Identifikation, indem der Schauspieler eigene Erlebnisse aus der Vergangenheit mit denen der Rolle verbindet. Stanislawski nennt dies emotionales Gedächtnis, eine Technik, von der er später jedoch Abstand nahm; der Schauspieler ruft also in sich selbst Gefühle hervor, die denen der Figur entsprechen, auch wenn sie andere Ursachen haben. Die beabsichtigte Wirkung dessen war, dass sowohl Schauspieler als auch Publikum die Handlungen und Reaktionen des Schauspielers als echt und authentisch wahrnehmen.
Bertolt Brecht entwickelte mit seinem Epischen Theater eine Form, die vollständig auf eine emotionale Identifikation verzichten sollte. Der Schauspieler sollte nicht fühlen, sondern zeigen, und das Publikum sollte dementsprechend nicht mitfühlen, sondern nachdenken und reflektieren. Doch auch hier gibt es Identifikation – nicht mit der emotionalen, sondern mit der sozialen Situation der Protagonisten. Gesellschaftliche Zustände sollen gezeigt und wiedererkannt werden; dies ist nur durch Identifikation des Zuschauers mit dem Dargestellten möglich. Lediglich die Identifikation des Schauspielers bleibt aus; nach Brecht sollte der Darstellende bei jeder zu spielenden Situation bereits den Ausgang und die Folgen des Stückes und der Handlungen der Figur mitbedenken, und dementsprechend selbst agieren.

## Identifikation und Psychologie
Auch in der psychologischen Betrachtung der Identifikation ist das Einfühlen in eine andere Person bedeutend. Es bezieht sich hierbei allerdings nicht lediglich auf Rollen, die im Theater oder im Film gespielt werden, sondern zumeist auf real existierende Personen. So identifizieren sich bereits kleine Kinder erst mit den Eltern – dabei meist entweder mit der Mutter oder mit dem Vater – und später mit Gleichaltrigen. Die Identifikation mit Geschlechterrollen ist weit verbreitet – es identifizieren sich beispielsweise Mädchen oder Jungen mit dem Frauen- oder Männerbild, das ihnen von ihrer Umwelt oder in den Medien präsentiert wird, und übernehmen dementsprechend bestimmte Verhaltensweisen, die sie als ihrem Geschlecht zugehörig erachten. Übermäßige Identifikation im Erwachsenenalter kann zur Ausbildung bestimmter Fetische führen (vgl. Spiegelstadium, Empathie).
Innerhalb der psychoanalytischen Entwicklungspsychologie und Neurosenlehre ist die Identifikation die reifste von drei Internalisierungsprozessen (Inkorporation, Introjektion und Identifikation). Sie setzt reife, konstante Objektbeziehungen voraus. Noch vorhandene Ambivalenzen und Affekte können toleriert werden und müssen nicht destruktiv ausagiert werden. Es kommt kaum zu projektiven Verzerrungen der Objektwahrnehmung. Auf diesem Niveau spielen sich reife Liebesbeziehungen ab. Aber auch reife Internalisierungsprozesse können als pathologische Abwehrprozesse fungieren. Dies ist bei sog. „reifen Psychoneurosen“ der Fall über die Identifikation mit der hysterischen Symptombildung. Ein Beispiel dafür ist die Konversionsstörung.

## Politik
Identifikation mit einer Gruppe von Menschen ist ein in der Politik bedeutsames Phänomen, wenn es sich um „Eigengruppen“ handelt, d. h. um Gruppen, denen der betreffende Einzelne angehört. Diese Eigengruppe wird in der Regel positiv bewertet. Übersteigerte Formen dieser Identifikation sind der Lokalpatriotismus, der Regionalismus und der Nationalismus. Menschen, die einer anderen Ethnie oder Religion als die Mitglieder der Eigengruppe angehören, werden dabei oft zu Objekten von Fremdenfeindlichkeit.

## Arbeitswelt
Es gibt viele Hinweise darauf, dass Arbeitnehmer sich heute seltener als früher mit dem Unternehmen identifizieren, in dem sie arbeite(te)n; Motivation und Arbeitsmoral seien früher besser gewesen (siehe auch Loyalität#Loyalität in der Wirtschaft, Dienst nach Vorschrift). Eine jährlich in Deutschland durchgeführte Studie des Gallup-Instituts kam 2014 zu dem Ergebnis, dass nur 14 Prozent der Beschäftigten eine hohe emotionale Bindung zu ihren eigenen Arbeitsplätzen zeigen. Nach der Finanzkrise waren es 2012 nur 24 Prozent. Strukturwandel, Wirtschaftskrisen, Globalisierung und der damit verbundene permanente Wettbewerb sowie Ärger mit Vorgesetzten werden dafür als Ursachen gesehen. Es zeigt sich, dass eine hohe Identifikation positiv mit Gesundheitsindikatoren korreliert. Mitarbeiter, die sich stärker mit ihren Teams und Unternehmen identifizieren, nehmen mögliche Stressoren weniger belastend wahr und fühlen sich von den Kollegen besser unterstützt. Sie erbringen auch bessere Leistungen. Menschen, die sich stark identifizieren, sind allgemein zufriedener, können aber offensichtlich auch abschalten.

## Überidentifikation
Verschiedene Studien zeigen, dass ab einem hohen, nahe am Skalenmaximum liegenden Niveau der Identifikation mit dem Beruf oder der Tätigkeit die Arbeitssucht deutlich ansteigt: Die Betroffenen können dann kaum noch abschalten, fühlen sich weniger unterstützt und sind unzufriedener. Der Zusammenhang zwischen Identifikation und Zufriedenheit scheint diesen Studien zufolge U-förmig (kurvilinear) zu sein; die Zufriedenheit ist bei leicht überdurchschnittlicher Identifikation am höchsten. Außerdem führt die extreme Überidentifikation zu Arbeitssucht, und diese hat negative Auswirkungen auf die Gesundheit. Besonders sog. Leistungsträger sind davon und somit auch von Burn-out bedroht.
Eine Überidentifizierung kann auch mit Institutionen oder (z. B. Religions-)Gemeinschaften erfolgen, die als „Überinstanzen“ für die Durchsetzung moralisch sauberer Verhältnisse sorgen sollen, was jedoch zur aggressiven Ausgrenzung anderer Gruppen führen kann.
Individualpsychologisch nicht vollständig zu klären sind die Mechanismen, die zur extremen, teils generationenüberdauernden Identifikation mit den immer stärker kommerzialisierten, soziokulturell nicht mehr verwurzelten Fußballvereinen führt – bis hin zum Fanatismus.